# La Part des pauvres
La Part des pauvres est un roman de Pierre Barret et Jean-Noël Gurgand paru en 1978.

## Résumé
En 1200, Guilhem revient de la troisième croisade à Jérusalem et remplit sa mission de templier en forêt d'Orient notamment. On suit alors une nouvelle croisade qui prend Constantinople puis les monstrueuses croisades contre les Cathares en Gascogne.